# Наоки Мацуда
Наоки Мацуда (јап. 松田 直樹; 14. март 1977 — 4. август 2011) био је јапански фудбалер.

## Каријера
Током каријере је играо за Јокохама Ф. маринос и Мацумото јамага.

## Репрезентација
За репрезентацију Јапана дебитовао је 2000. године. Наступао је на Светском првенству (2002. године) и освојио је два АФК азијска купа (2000. и 2004. године) с јапанском селекцијом. За тај тим је одиграо 40 утакмица и постигао 1 гол.

## Статистика
| Јапан  | Јапан   | Јапан  |
| Година | Наступи | Голови |
| ------ | ------- | ------ |
| 2000.  | 14      | 0      |
| 2001.  | 10      | 0      |
| 2002.  | 12      | 0      |
| 2003.  | 0       | 0      |
| 2004.  | 3       | 0      |
| 2005.  | 1       | 1      |
| Укупно | 40      | 1      |

## Трофеји

### Клуб
- Џеј лига (3): 1995, 2003, 2004.
- Царски куп (1): 2001.

### Јапан
- Азијски куп (2): 2000, 2004.